# 索耶維爾 (伊利諾伊州)
索耶維爾（英語：Sawyerville）是位於美國伊利諾伊州馬庫平縣的一個村落。

## 地理
索耶維爾的座標為39°04′41″N 89°48′23″W / 39.07806°N 89.80639°W，而該地最高點為海拔高度192米（即630英尺）。

## 人口
根據2010年美國人口普查的數據，索耶維爾的面積為2.59平方千米，當中陸地面積為2.56平方千米，而水域面積為0.03平方千米。當地共有人口279人，而人口密度為每平方千米107人。